# Mopiopia labyrinthea
Mopiopia labyrinthea är en spindelart som först beskrevs av Cândido Firmino de Mello-Leitão 1947.  
Mopiopia labyrinthea ingår i släktet Mopiopia och familjen hoppspindlar. Inga underarter finns listade i Catalogue of Life.